# Forficulinae
Sous-famille
Les Forficulinae forment une sous-famille d'insectes dermaptères.

## Liste des genres rencontrés en Europe
- Apterygida Westwood 1840
- Forficula Linnaeus 1758
- Guanchia Burr 1911